# Лбище
Лбище (чув. Лбище) — село в Ставропольском районе Самарской области. Административно входит в сельское поселение Севрюкаево.

## Название
У Даля лбище — выдавшаяся часть чего-либо. Село названо по расположенному рядом гористому крутому берегу.

## География

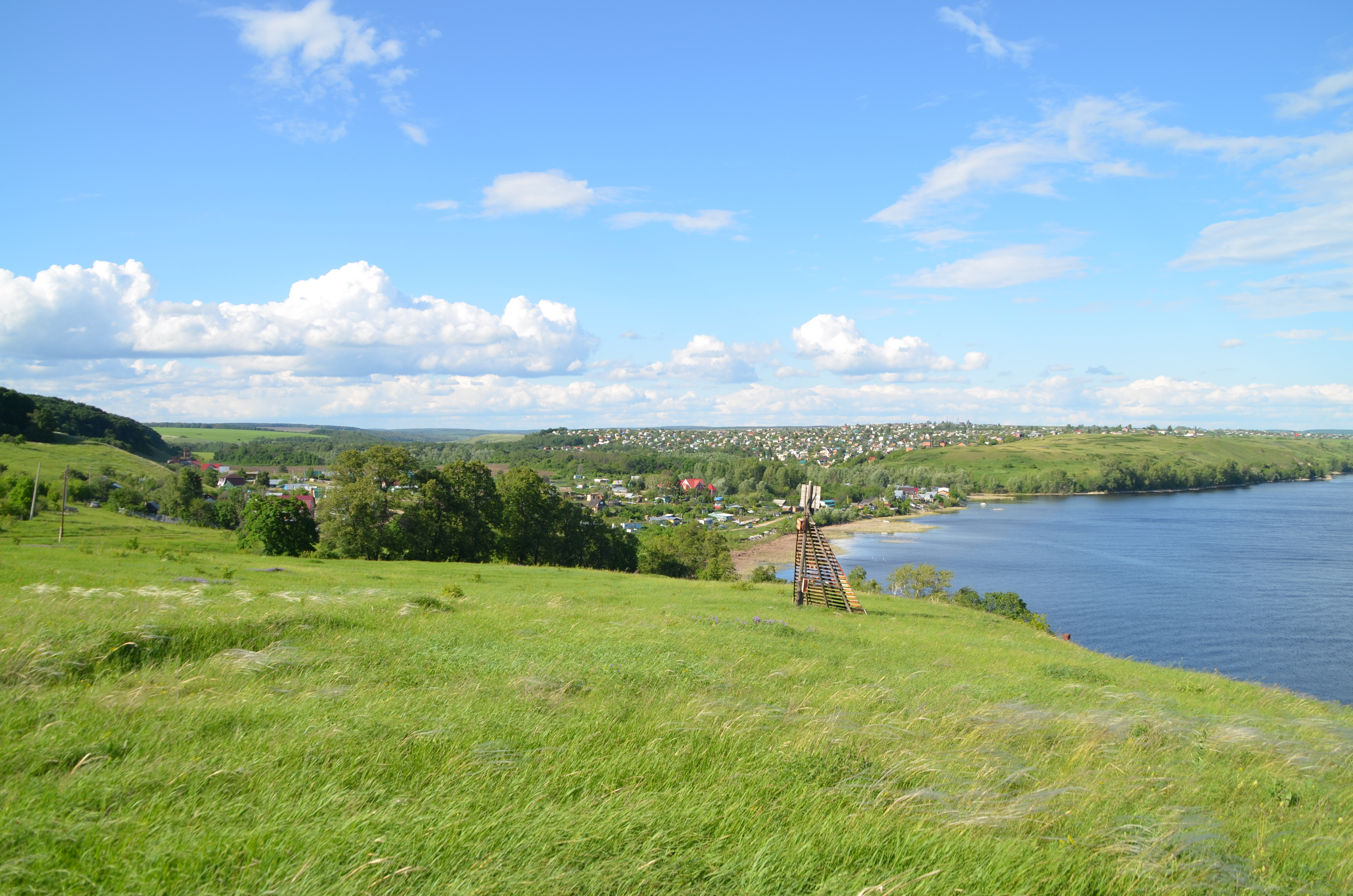
Лбище (внизу) и Ермаковский дачный массив (вверху)

Село находится на юге Самарской Луки, на берегу Волги. Связано грунтовой дорогой с селом Севрюкаево. Ближайший населенный пункт — Ермаково.

## Население
| 2010 |
| ---- |
| 11   |

## Археология
На территории государственного природного национального парка «Самарская Лука» в 1,5 км к западу от пристани Лбище на мысу «Севрюкаевское Лбище» на южной кромке Жигулевского плато находится городище Лбище — одно из крупнейших городищ Самарской Луки. На городище обнаружены материалы городецкой культуры и раннесредневековый слой с материалами, близкими праславянским памятникам Верхнего Подонья и раннего этапа именьковской культуры. Площадка городища была защищена рвом и валом.
На высоком труднодоступном мысу правого берега реки Волги в 2 км к западу от села Лбище находится поселение Лбище. Поселение Лбище относится к вольско-лбищенскому типу эпохи средней бронзы и датируется концом 3 — началом 2 тысячелетия до нашей эры.